# 田村神社 (甲賀市)

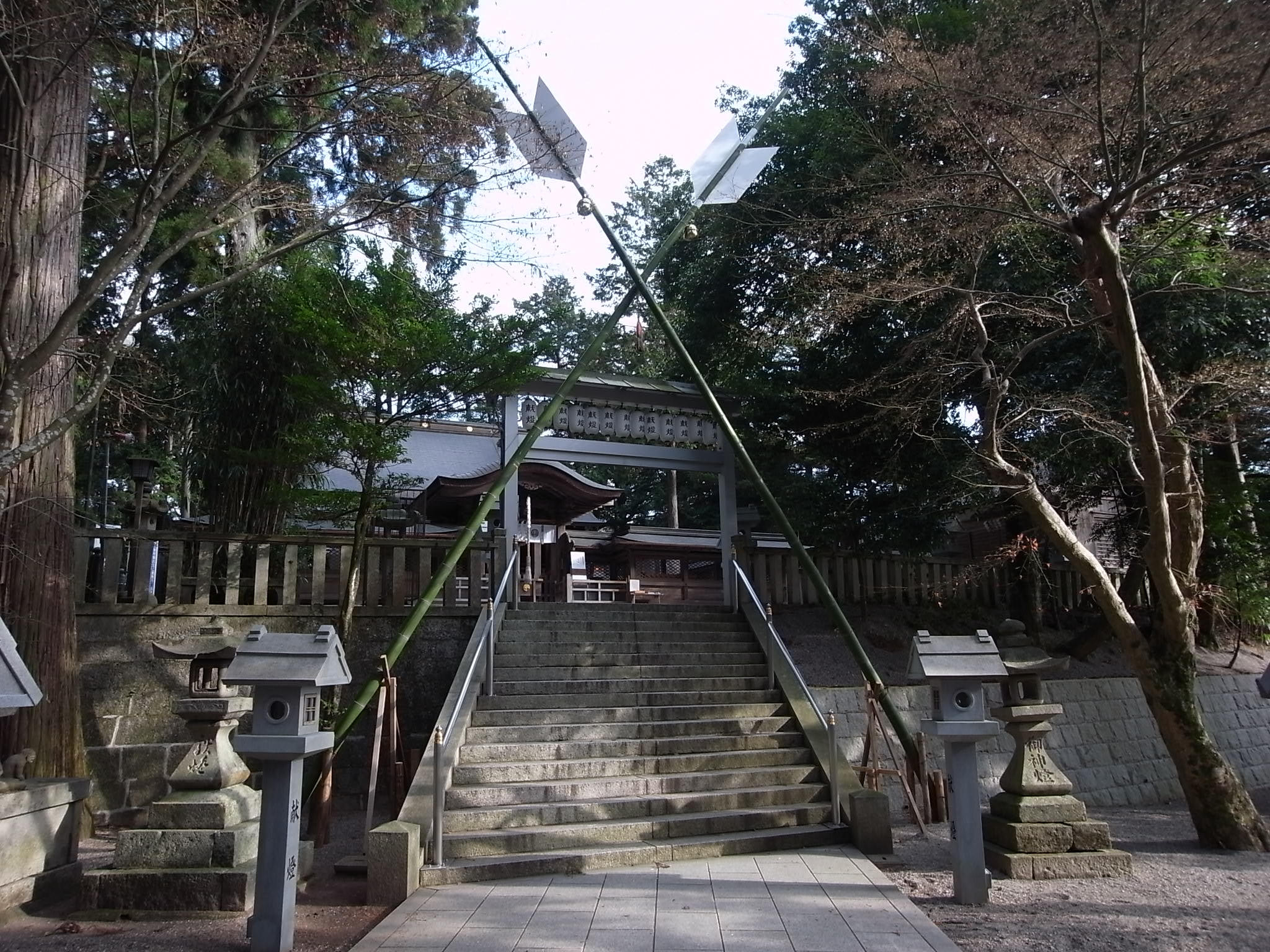
本殿前の階段

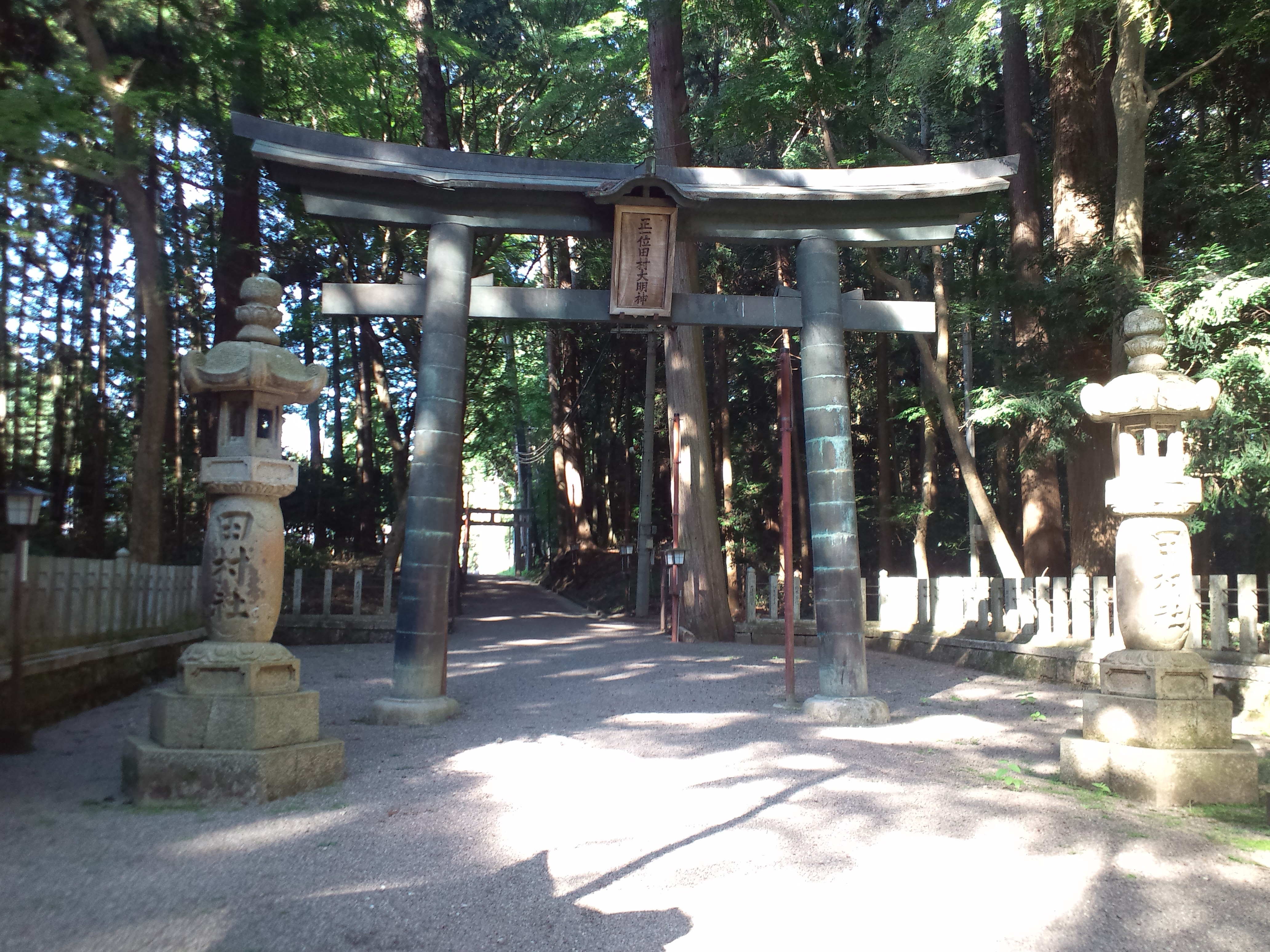
鳥居

田村神社（たむらじんじゃ）は、滋賀県甲賀市土山町北土山にある神社。旧社格は県社。境内のうち第一鳥居から第二鳥居並びに第二鳥居から海道橋まで、東海道が参道の一部を通る。
毎年2月18日を中心とした3日間に執り行われる厄除大祭で有名である。

## 歴史
垂仁天皇45年4月8日、甲可翁が天照大神を奉じて甲可日雲宮に鎮祀した倭姫命の生霊を鎮祭して高座大明神と称したのが当社の始まりという。
平安時代、坂上田村麻呂は嵯峨天皇に鈴鹿峠の悪鬼を平定するよう命じられ、たちまち悪鬼を平定した。その際、田村麻呂は残っていた矢を放って「この矢の功徳で万民の災いを防ごう。矢の落ちたところに自分を祀りなさい」と言い、矢の落ちたところに本殿を建てさせたとされている。
田村麻呂が亡くなった弘仁2年（811年）の翌年、弘仁3年（812年）に、嵯峨天皇の勅によって坂上田村麻呂をまつる祭壇が鈴鹿峠の二子の峰に設けられた。そして同年、この近辺で疫病が発生したために嵯峨天皇の勅命によって当社で厄除の大祈祷が行われた。これにより、当社は厄除の神として崇敬されるようになった。また、田村麻呂が鈴鹿峠の悪鬼を討伐して交通を安全にしたことにより、交通安全の神としても崇敬されるようになった。
弘仁13年（822年）4月8日に高座大明神の傍に二子の峰にあった田村麻呂を祀る社を移して高座田村大明神と称した。
天文の兵火により嵯峨天皇宸筆の勅額を焼失したが、江戸時代の寛永15年（1638年）には後水尾天皇より正一位田村大明神の勅額を下賜され、鳥居に奉掲した。江戸時代を通じて田村麻呂の子孫である一関藩主田村氏の崇敬が篤かった。
かつては別当寺として、田村麻呂が蝦夷征討の時に念持仏として携えた延鎮自作の千手観音を本地仏として一堂を高座野に建てた神宮寺があったが、神仏分離により慶応4年（1868年）に神宮寺との関係を解き、神宮寺にあった田村麻呂念持仏の千手観音は永雲寺に移された。
1872年（明治5年）には高座神社と名称を改め、1887年（明治20年）4月6日に許可を受けて田村神社と改称した。また、この間に県社に列格している。
1907年（明治40年）、鈴鹿峠の二子の峰にあった田村神社が三重県亀山市の片山神社に合祀されている。
重宝として田村麻呂所持の楚葉矢の御剣と矢鏃三個がある。

## 祭神
- 主祭神 - 坂上田村麻呂公、嵯峨天皇、倭姫命
- 配祀神 - 稲倉魂命、大己貴命、国狭槌尊、大山咋神、荒魂

## 境内

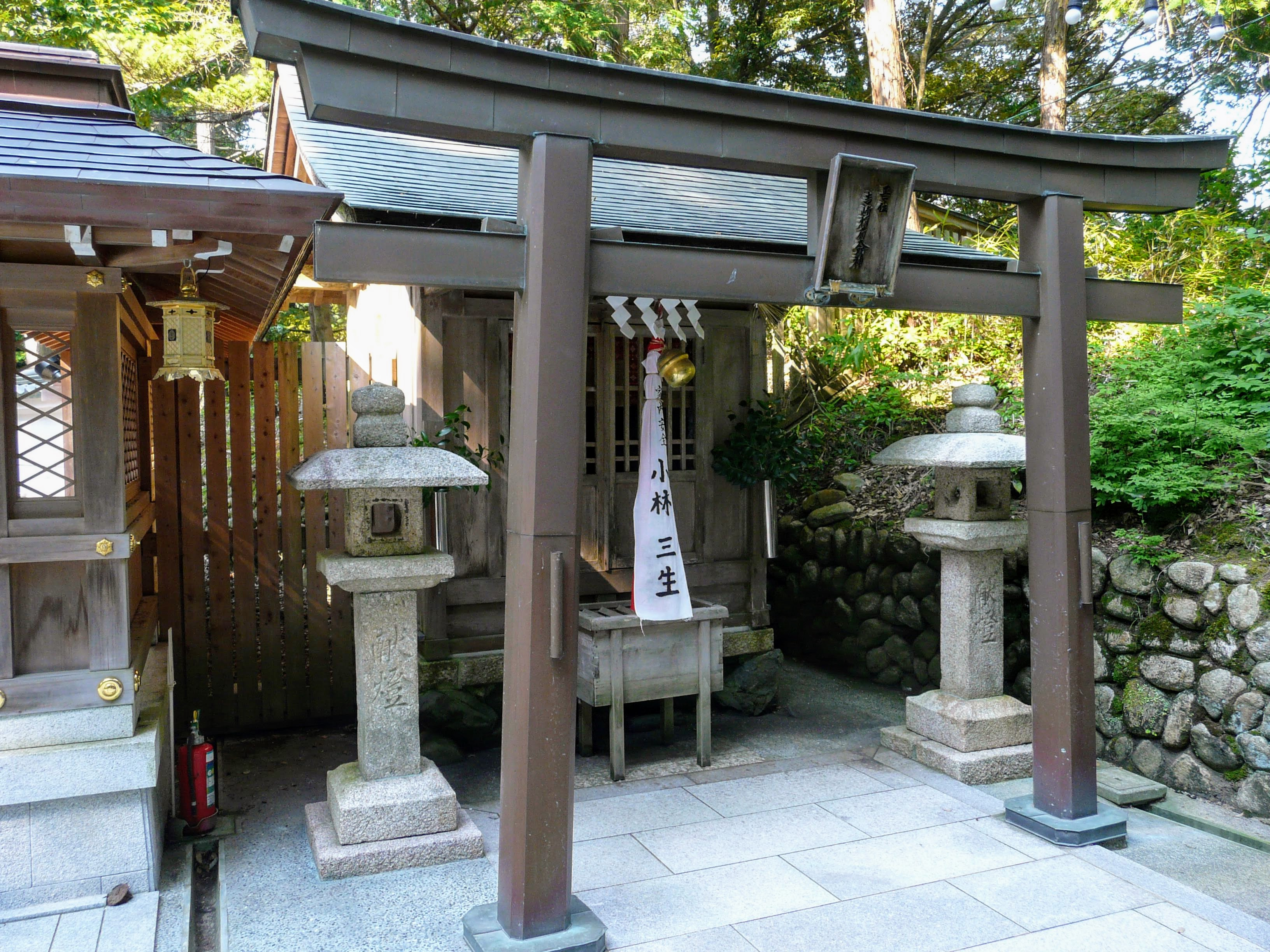
吉崎稲荷社

- 本殿
- 中門
- 吉崎稲荷社
- 天満神社
- 祝谷神社
- 拝殿
- 祈祷殿
- 社務所

## 祭事
- 毎月
  - 月次祭 (毎月18日)
- 1月
  - 歳旦祭 (1月1日)
  - 正月大祈祷 (1月1日 ‐ 1月7日)
- 2月
  - 紀元祭 (2月11日)
  - 厄除大祭(田村まつり) (2月17日 ‐ 2月19日)
- 4月
  - 例祭(郷中祭) (4月8日)
- 6月
  - 夏越大祓祭 (6月30日)
- 7月
  - 万灯祭 (7月25日 ‐ 7月27日)
  - 子供万灯山車奉納 (7月25日)
  - 大忌祭 (7月26日)
  - 万人講社大祭 (7月26日)
  - 献灯者安全祈願祭 (7月27日)
- 10月・11月
  - 七五三祈祷奉仕 (10月、11月中)
- 11月
  - 新嘗祭(新穀感謝祭) (11月23日)
- 12月
  - 天長祭 (12月23日)
  - 年越大祓祭・除夜祭 (12月31日)

## 名所・旧跡
- 田村永代板橋厄落し太鼓橋
- 矢竹

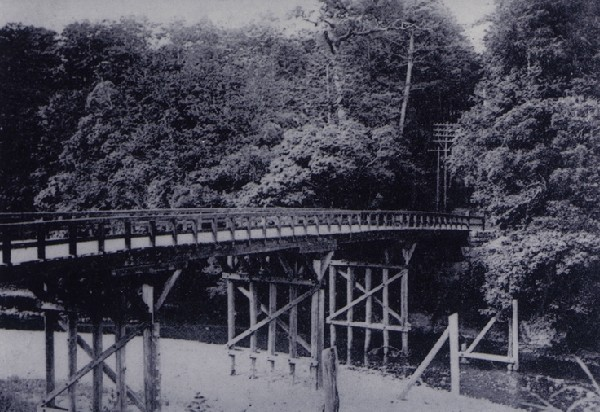
田村永代板橋

- 海道橋 ‐ 安永4年（1775年）から1939年（昭和14年）まで田村神社の境内を通っていた東海道の田村川に田村永代板橋が架かっていた[5]。歌川広重の『東海道五十三次』「春の雨」に描かれる。2005年（平成17年）7月に再建され「海道橋」と命名された。

## 前後の札所
神仏霊場巡拝の道
133 多賀大社　-　134 田村神社　-　135 金剛輪寺

## 現地情報
バス
- 田村神社前バス停下車すぐ（貴生川駅から30分）
  - 甲賀市コミュニティバス（あいくるバス 土山本線）

自家用車
- 国道1号沿い
  - 駐車場 : 有り
  - 国道を挟んで道の駅あいの土山がある。